# غلام نبی (هامون)
غلام نبی، روستایی در دهستان لوتک بخش مرکزی شهرستان هامون در استان سیستان و بلوچستان ایران است.

## جمعیت
بر پایه سرشماری عمومی نفوس و مسکن در سال ۱۳۹۵، جمعیت این روستا برابر با ۲۶۹ نفر (۶۹ خانوار) بوده است.